# Дъндолк
Вижте пояснителната страница за други значения на Дъндолк.
Дъндолк (на английски: Dundalk; на ирландски: Dún Dealgan, правопис по правилата за транскрипции до 1995 г. Дъндок) е град в Източната част на Ирландия. Главен административен център е на графство Лаут. Разположен е на около 2 km от границата със Северна Ирландия и също на около 2 km на запад от залива Дъндолк. Шосеен транспортен възел, има жп гара по линията от Дроида към Белфаст. Населението му е 29 037 жители от преброяването през 2006 г. 

## Спорт
Представителният футболен отбор на града носи името ФК Дъндолк. Състезава се в Ирландската висша лига и е 9 пъти шампион на страната към 2014 г.

## Личности
Родени
- Томас Коултър (1793 – 1843), ирландски физик и ботаник
- Питър Райс (1935 – 1992), ирландски учен-инженер
- Томи Трейнър (1933 – 2006), ирландски футболист-национал